# 市村清
市村 清（いちむら きよし、1900年4月4日 - 1968年12月16日）は、日本の実業家。リコーを中心とする「リコー三愛グループ」の創始者。
「人の行く裏に道あり花の山」を座右の銘とし、常識の裏をかくアイディア社長として一世を風靡した。現在も銀座4丁目交差点に建つ、円柱・総ガラス張りの個性的な「三愛ドリームセンター」（1963年完成）も、元々は市村の「お客を動かさず、建物を回して商品の方を動かしてはどうか」との発想に基づくものである。
産業界・学界で功労者を顕彰する市村賞にその名を遺す。

## 経歴
1900年4月4日、佐賀県三養基郡北茂安村（現在のみやき町）の農家・市村豊吉の長男として生まれる。父・豊吉は市川虎之丞という佐賀藩士の子で武士の出だった。豊吉は7歳のとき市村家の養子になった。
佐賀県立佐賀中学校（現在の佐賀県立佐賀西高等学校）に入学するも、経済的困窮により2年で中退を余儀なくされる。その後野菜売り、銀行員を経て、中央大学専門部法科に入学する。1922年、日中合弁の「大東銀行」に入社するため大学を中退し、北京に渡る。
昭和金融恐慌のため、1927年に大東銀行は閉鎖される。帰国した市村は富国徴兵保険（現在の富国生命保険）のセールスマンとして再出発し、赴任先の熊本で抜群の成績を上げる。
1929年、縁あって理化学研究所（理研）が開発した陽画感光紙の九州総代理店の権利を譲り受け、たちまち業績拡大に成功、朝鮮・満州の総代理店の権利も獲得する。1933年、理研所長・大河内正敏より理化学興業（株）感光紙部長に招聘される。1936年、理研感光紙（株）専務取締役に就任。同社は2年後に「理研光学工業」に改称され、これが後のリコーとなる。1942年には理研産業団より独立する。
1945年に終戦を迎えると、「人を愛し、国を愛し、勤めを愛す」の三愛主義をモットーに三愛商事（現在の三愛）を設立、銀座4丁目角の土地を取得し食料品店を開業する。後に婦人服専門店に転業し現在に至る。銀座の土地は買収に難航したが、ある地権者の老婦人が大雪の中断りに出向いた時、彼女の濡れた足元を見た女性事務員が自分のスリッパを履かせ、抱きかかえるように3階まで案内したことに感激し、交渉がまとまったというエピソードは有名である。
1952年には三愛石油を設立、外資の攻勢をはねのけて、羽田空港の給油権獲得に成功する。本拠の理研光学においても、1950年に二眼レフカメラ「リコーフレックスIII」を発表、従来のカメラの1/4ほどの価格低下を実現し、大衆カメラブームを巻き起こした。
この他、西銀座デパート、日本リース（リース会社の先駆け）など各社を次々と設立、1962年には経営不振に陥った名古屋の「高野精密工業」の社長となり再建に成功する（現在のリコーエレメックス）。「経営の神様」としてマスコミの寵児となり、五島昇、盛田昭夫ら当時の若手経営者や大宅壮一、邱永漢、今東光、升田幸三等の文化人が市村を取り巻いて教えを求め、世間はこれを「市村学校」と呼んだ。
1965年、リコーは無配に転落し、世間からは一転してバッシングが浴びせられることとなる。市村はこれに耐え、組織の効率化と業績給導入を柱とする改革を陣頭指揮で推進、「電子リコピー」の成功により2年後に復配を実現し、現在のOA機器メーカーとしての隆盛の基礎を築く。
晩年、技術革新のための研究開発助成を目的とした財団法人の設立を発案し、亡くなる直前の1968年12月12日に財団法人新技術開発財団（現在の公益財団法人市村清新技術財団）の設立認可が下りている。同財団では市村の遺志を継ぎ、科学技術の分野で学術、産業の発展に貢献した個人・団体を表彰する市村賞を運営している。
1968年12月16日、急性肝萎縮症のため死去。享年68。墓所は港区賢崇寺。

## 著書・伝記
著書
- 『儲ける経営法・儲かる経営法 ここに成否の岐れ目がある』実業之日本社 1958　のち三愛新書
- 『人の逆をいく法』青春出版社　青春新書　1960　のち三愛新書
- 『そのものを狙うな わが人間的経営』有紀書房 1964　のち三愛新書
- 『闘魂ひとすじに わが半生の譜』有紀書房 1964、1974、のち三愛新書
- 『明日への着眼』実業之日本社　実日新書　1965
- 『私の履歴書 経済人 5』日本経済新聞社 1980
  - 日本経済新聞「私の履歴書」に1962年2月から3月にかけて寄稿。「三愛会」ウェブサイトにも掲載されている。
- 『市村清実践哲学』三愛新書　2000
- 『三愛精神』三愛新書　2000
- 『光は闇をつらぬいて わが闘魂の記録』三愛新書　2000
- 『市村清講演集』三愛新書、2008

伝記
- 尾崎芳雄『茨と虹と　市村清の生涯』実業之日本社 1969
- 市村茂人『起業の神様　市村清の実像』中経出版 1995。実弟の回想記
- 山本長次『市村清と佐賀』岩田書院〈佐賀学ブックレット〉 2014	
  - 関係者による追悼文集（1969年）が出されている。